# Sintula subterminalis
Sintula subterminalis là một loài nhện trong họ Linyphiidae.
Loài này thuộc chi Sintula. Sintula subterminalis được Robert Bosmans miêu tả năm 1991.